# Kvarnby Basket
Kvarnby Basket är en basketförening i Mölndal som spelar sina hemmamatcher i Mölndal, Mölndals huvudarena för inomhusidrott.
Den 10 maj 2013 meddelar föreningens styrelse att de bedömer sig ha ekonomi för att spela kvar i högsta serien, Basketligan dam, trots att jakten på huvudsponsor går vidare.
Den 26 april 2013 meddelar coachen och huvudtränare Johanna Ericsson att hon lämnar Kvarnby Basket efter fem år.
Säsongen 2012/2013 spelade A-laget till sig en sjunde plats i grundserien Basketligan dam. I slutspelet nådde laget fram till semifinalkval där Solna Vikings blev för svåra motståndare i de två matcherna. Solna Vikings tog senare hem SM-silver efter förlust mot Norrköping Dolphins i finalen.
Den 3 juni 2012 informerar föreningen på sin hemsida om att en ny basketförening, Mölndal Basketklubb, har bildats på grund av missnöje med att elitsatsningen på damlaget har gått ut över pojklagen.
Inför säsongen 2011/2012 bytte Damligan namn till Basketligan dam. A-laget slutade på tionde plats (av tolv) och säkrade nytt kontrakt inför kommande säsong. Däremot gick laget inte vidare till slutspel.
Sedan säsongen 2010/2011 har Kvarnby Basket återigen ett lag i högsta serien, denna gången i Damligan. Kvalet till högsta serien avgjordes den 21 april 2010 i sista bortamatchen mot ligalaget Brahe från Jönköping, där Kvarnby vann en rysarmatch med knappa 61-58 i Huskvarna Sporthall.
Föreningen har också sedan 2010 en supporterklubb som heter "Klubb Dronjak". Den är öppen för alla företag och privatpersoner som vill stötta Kvarnby Baskets elitverksamhet.
År 1997 hade föreningen ca 550 aktiva ungdomar i sex flicklag, nio pojklag och tre seniorlag.

## Utmärkelser
År 1997 vann Kvarnby Basket Mölndals Miljöpris för klubbens engagemang i att förmedla grundläggande miljökunskap till i första hand ungdomar, såväl inom som utanför föreningen.

## Bakgrund
Kvarnby Basket bildades av två lärare på Kvarnbyskolan i Mölndals kommun den 20 december 1967. Initiativtagarna hette Peter Dronjak, gymnastiklärare på skolan med förflutet som basketspelare i Jugoslaviens mest kända basketklubb i Belgrad, Röda Stjärnan. Peter hade dessutom spelat professionell basket i den franska ligan. Vid sin sida hade han tranåsbon och slöjdläraren Bo Wedberg som hade spelat division II-basket i Småland. Vid starten mottog föreningen ett bidrag på 200 kr från skolan, vars tillsynslärare Åke Wallin blev förste ordförande. Åke var också upphovsmannen till klubbfärgerna gul-grön som lever kvar än idag.
Redan i augusti 1965, då Peter och Bo började arbeta på Kvarnbyskolan, lyckades de väcka elevernas intresse för den okända sporten och lagen från skolan tog lätt hem flera klasser i Mölndalsmästerskapen. Deras kunskaper och entusiasm fortsatte att smitta av sig och Kvarnby Basket blev snabbt en etablerad klubb i Göteborgsregionen.
1970 vann herr-A-laget division III och avancerade till näst högsta serien där laget blev trea säsongen 1971/1972. Högsta serien hette på den tiden Allsvenskan. Efter de första entusiastiska åren stannade utvecklingen av och 1977 spelade föreningens herr-A-lag åter i division III. I slutet av 70-talet började en ny tid i klubbens historia under ordföranden Kaj Påhlman. 1984 gjorde Kvarnby Baskets herrar åter igen en säsong i näst högsta serien, ledda och tränade av coachen Freddy Mravec, men laget åkte ut direkt.
Efter sju år i tvåan gjordes 1991/1992 en ny satsning. Med nytt tilläggsnamn Evergreens och Dan Czerapowicz som ny coach, var Kvarnbys basketherrar tillbaka i ettan 1992/93. Laget tippades i botten men blev direkt ett topplag och efter tre säsonger i division I avancerade laget till den då näst högsta serien, Allsvenskan, där man den 12 mars 1995 slog Nässjö hemma med 75-72 och säkrade första platsen.
1992 beslutade Svenska Basketbollförbundet att stänga landets högsta basketserie för herrar och döpa om den till Basketligan, så nu var det upp till Liganämnden att bestämma om Kvarnby Evergreens organisation ansågs ligamässig. Den 20 april 1995 kom det historiska beslutet - Kvarnby var 28 år efter bildandet i högsta nationella herrserien, Basketligan.
Där spelade laget fram till och med säsongen 1999/2000. År 2000 gick Kvarnby Evergreens i konkurs.